# Lucian Bute
Lucian Bute (født 28. februar i Pechea, Galaţi County, Rumænien, 1980) er en rumænsk-canadisk professionel bokser der kæmper for Montreal, Quebec i Canada. Bute er tidligere IBF super-mellemvægtmester og tidligere #1 supermellemvægter i verden af The Ring Magazine. Han har mindeværdige sejre over Librado Andrade, Edison Miranda, Jesse Brinkley, Brian Magee, Glen Johnson og tabt sine to nederlag til Carl Froch og Jean Pascal.

## Privatliv
Bute har canadisk statsborgerskab, hvilket han fik i 2012.